# Uwe Westphal (Wirtschaftswissenschaftler)

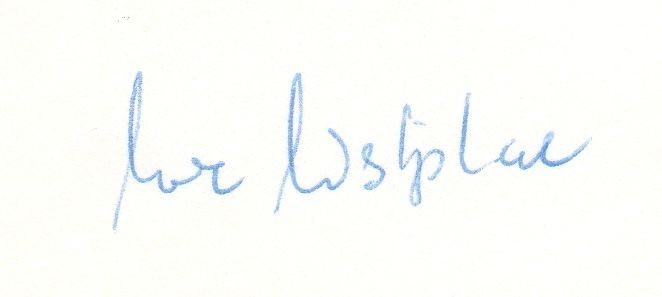
Signatur Uwe Westphal

Uwe Westphal (* 28. Juli 1939 in Kiel; † 16. Dezember 1996) war ein deutscher Ökonom. Er lehrte Volkswirtschaftslehre, insbesondere Wachstum und Konjunktur, an der Universität Hamburg. Internationales Renommee erlangte er durch das SYSIFO-Modell.

## Leben
Westphal studierte Volkswirtschaftslehre. Er wurde 1967 bei Erich Schneider an der Rechts- und Staatswissenschaftlichen Fakultät der Christian-Albrechts-Universität zu Kiel mit der Dissertation Die importierte Inflation bei festem und flexiblem Wechselkurs zum Dr. sc. pol. promoviert.
Nach der Habilitation 1969 mit der durch Schneider betreuten Arbeit Theoretische und empirische Untersuchungen zur Geldnachfrage und zum Geldangebot und einer Privatdozentur wurde er 1971 am Sozialökonomischen Seminar (später: Institut für Wachstum und Konjunktur) der Universität Hamburg zum Professor für Volkswirtschaftslehre berufen. Am Institut führten die Mitarbeiter verschiedene Modellanalysen durch, u. a. zur Geldpolitik und gesamtwirtschaftlichen Nachfrage, und legten volkswirtschaftliche Prognosen vor. Nach seinem Tod 1996 war der Lehrstuhl vakant, bis er 1998 durch Bernd Lucke neu besetzt wurde.
Darüber hinaus war er zu Lebzeiten als Autor jeweils eines Lehr- und Arbeitsbuches zur Makroökonomie und als Gutachter der Deutschen Forschungsgemeinschaft (DFG) aktiv.

## Werk
Westphal war zeitlebens Empiriker und tätigte folgende einleitende Worte zur Ausrichtung der Volkswirtschaftslehre: „Die Makroökonomik muß an einer konkreten Volkswirtschaft orientiert sein, und dies zwingt dazu, sie als Erfahrungswissenschaft zu verstehen, die ohne Wirtschaftsstatistik und ohne Anwendung empirischer Methoden nicht auskommt.“

### SYSIFO-Modell
Er forschte in den 1970er Jahren und veröffentlichte 1983 gemeinsam mit Gerd Hansen ein disaggregiertes ökonometrisches Konjunkturmodell auf die Vierteljahressicht für die Bundesrepublik Deutschland, d. h. ein Modell für die Wirtschafts- und Arbeitsmarktentwicklung bis in das Jahr 2000, das unter dem Namen SYstem for SImulating and FOrecasting (SYSIFO) bekannt ist. Dieses besteht aus ca. 120 stochastischen Gleichungen und, im Gegensatz zu anderen Prognoseverfahren dieser Art, auch aus monetären Bestandteilen. Es orientierte sich an der neoklassischen Theorie und war realitätsnah und praxisrelevant. Westphal und Hansen legten dem Modell folgende Annahmen zugrunde: Arbeitszeit-, Finanz-, Geld-, Lohn-, Sozial- und Währungspolitik sowie staatliche Finanztransfers und westdeutsche Lieferungen an die DDR. Die Entwicklung der sektoralen Produktivitäten unterlag einer exogenen Schätzung. Im Ergebnis prognostizierten sie u. a. ein Wirtschaftswachstum von 3,1 % in den 1990er Jahren, um die 29,1 Millionen Erwerbstätige für 1995, einen Anstieg der Beschäftigungsschwelle und, unter Berücksichtigung eines Wanderungsgewinns, eine Zunahme des Erwerbspersonenpotenzials von nahezu 1,4 Millionen Menschen, was gleichzeitig zur Senkung der offiziell registrierten Arbeitslosigkeit und Stillen Reserve führe. Außerdem sei der gleichgewichtige Wachstumspfad – ohne weitere Zielkonflikte der Wirtschaftspolitik – durchführbar.
Das SYSIFO-Modell wurde in den 1980er Jahren ein robustes Prognoseinstrument, auch eingesetzt in der internationalen Politikanalyse und -beratung. Es fand bis in die 1990er Jahre Anwendung in der Analyse und Bekämpfung von Arbeitslosigkeit des Instituts für Arbeitsmarkt- und Berufsforschung (IAB), der Forschungseinrichtung der Bundesagentur für Arbeit. Daher wurden mit der Zeit weitere Verteilungsmechanismen der Sozialpolitik vom Modell integriert. Weiterhin wurde es im Rahmen des Project LINK der Vereinten Nationen und des Eurolink Project der Europäischen Kommission verwandt.
Nach Westphals Tod 1996 wurde die Weiterentwicklung und -verwendung des Modells aufgegeben.

### Deutsch-Französische Stabilitätspolitik
Dem französischen Konjunkturmodell METRIC von 1977 der Ökonomen Georges de Ménil und Philippe Nasse lagen die Erkenntnisse des deutschen SYSIFO-Modells zugrunde. Uwe Westphal und Georges de Ménil verglichen 1985 in einem gemeinsamen Buch die Entwicklung der makroökonomischen Stabilitätspolitik in der Bundesrepublik Deutschland und Frankreich im Zeitraum von 1964 bis 1980. Sie zeigten auf, dass, obwohl Frankreich ein besseres Wirtschaftswachstum vorlegen konnte, Deutschland u. a. in den Arbeitslosenzahlen und in der Höhe der Inflation im selben Zeitraum wesentlich besser aufgestellt war.

### Lehr-/Arbeitsbuch zur Makroökonomie
In einer Rezension zu seinen Werken von 1988 und 1989 konstatierte Gebhard Kirchgässner im Journal of Institutional and Theoretical Economics, dass der Autor eine „theoretische (keynesianische) Grundposition“ vertrete und mit vielen „empirischen Beispielen“ arbeite. Wenngleich das Arbeitsbuch in seinen Augen einer „echten Innovation gleichkommt“, so könne er beim Lehrbuch keinen „wirklichen Fortschritt“ zu herkömmlichen Werken zur Makroökonomie entdecken.

## Schriften (Auswahl)
- Die importierte Inflation bei festem und flexiblem Wechselkurs (= Kieler Studien, Band 87). Mohr (Siebeck), Tübingen 1968.
- Theoretische und empirische Untersuchungen zur Geldnachfrage und zum Geldangebot (= Kieler Studien, Band 110). Mohr (Siebeck), Tübingen 1970.
- Hrsg. mit Gerd Hansen: SYSIFO. Ein ökonometrisches Konjunkturmodell für die Bundesrepublik Deutschland (= Schriften zur angewandten Ökonometrie, Heft 7). Haag + Herchen, Frankfurt am Main 1983.
- Hrsg. mit Georges de Ménil: Stabilization Policy in France and the Federal Republic of Germany (= Contributions to Economic Analysis, Nr. 153). Elsevier Science, Amsterdam u. a. 1985, ISBN 0-444-87529-8.
- Makroökonomik. Theorie, Empirie und Politikanalyse. 2., überarbeitete und erweiterte Auflage, Springer, Berlin u. a. 1994, ISBN 3-540-57934-6. (erste Auflage, 1988)
- mit Claudia Stachel, Gerd Stark-Veltel, Jörg Wiswe: Arbeitsbuch zur Angewandten Makroökonomik. Papyrus Software, Hamburg 1989.